# Gare routière de Vyborg
La Gare routière de Vyborg (en finnois : Viipurin linja-autoasema, russe : Выборгский автовокзал) est une gare routière située à Vyborg en Russie.

## Description
Le bâtiment conçu par Väinö Keinänen est construit en 1932 dans le quartier de Salakkalahti à proximité de la gare de Vyborg.
L'édifice est agrandi par Uno Ullberg en 1936,.
La zone des quais est due à Otto-Iivari Meurman.
La gare routière de Vyborg servira de modèle à plusieurs gares comme la Gare routière de Turku.

## Galerie

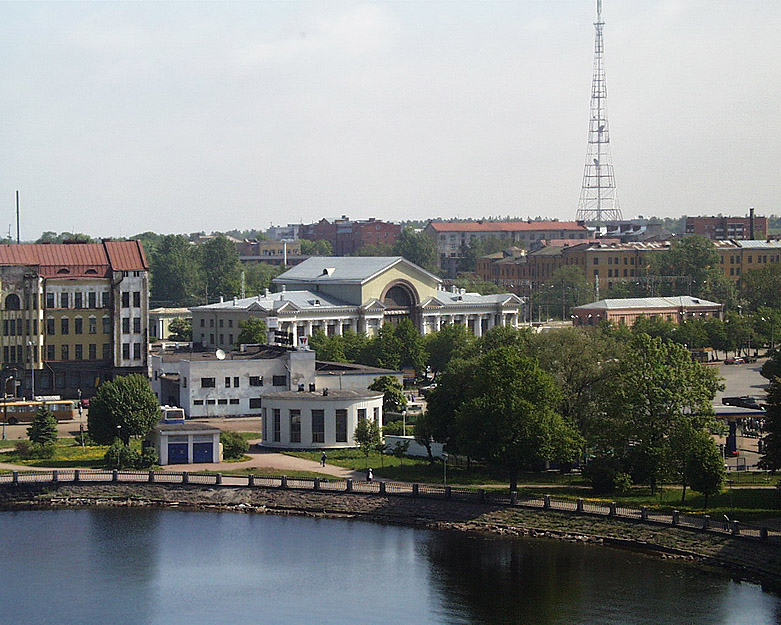
La gare routière de Vyborg.
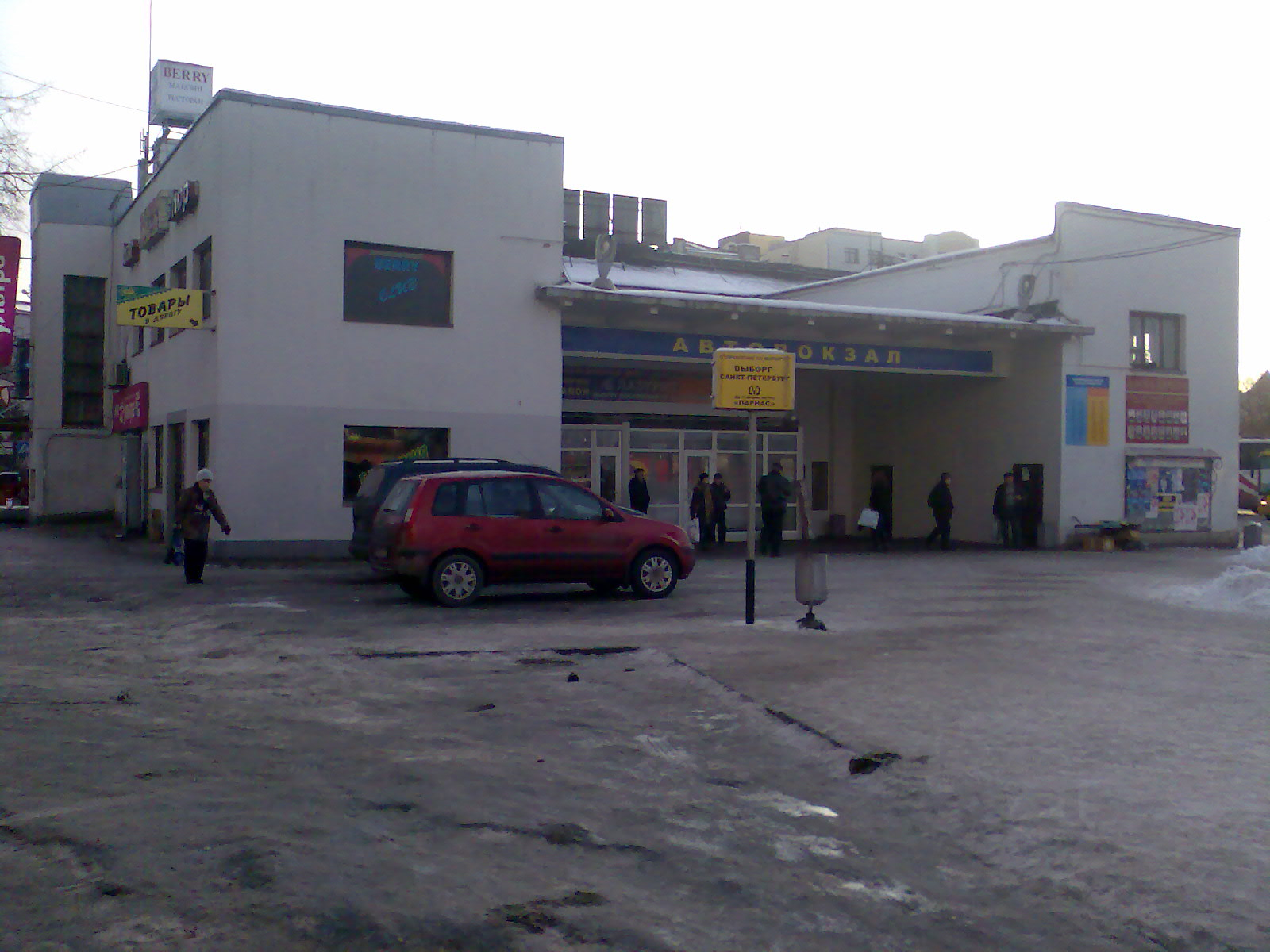